# Ousmane Dieng
Pour les articles homonymes, voir Dieng.
Ne doit pas être confondu avec Ousmane Tanor Dieng.
Ousmane Dieng, né le 21 mai 2003 à Villeneuve-sur-Lot en Lot-et-Garonne, est un joueur professionnel français de basket-ball évoluant au poste d'ailier et mesurant 2,06 m.

## Biographie
Ousmane Dieng est pensionnaire de l'INSEP de 2018 à 2021 au sein du centre fédéral. Il y croise notamment Victor Wembanyama, Adama Bal, Armel Traoré et Rayan Rupert. 
Sa dernière saison en France fait l'objet d'un suivi particulier de France Télévisions pour la saison 1 de la série-documentaire CHAMPION(S).
Le 1er juin 2021, Ousmane Dieng rejoint les New Zealand Breakers, club néo-zélandais évoluant en National Basketball League australienne en vue de s'aguerrir pour la draft 2022 de la NBA,. Dieng est le premier joueur européen à partir en Australie dans le cadre du programme NBL Next Stars qui vise à former des jeunes joueurs. Il est rapidement suivi par son compatriote Hugo Besson.
Dieng s'intéresse au style de jeu de Nicolas Batum et Scottie Barnes, deux joueurs polyvalents, à la fois en défense, où ils peuvent défendre sur plusieurs postes, et en attaque, où ils peuvent distribuer le ballon.
Le 15 avril 2022, il se présente pour la draft 2022 où il est attendu au premier tour.
Lors de la draft 2022, il est choisi en 11e position par les Knicks de New York et ensuite envoyé au Thunder d'Oklahoma City dans un échange contre plusieurs premiers tours de draft.
Il fait partie des dix-neuf joueurs pré-sélectionnés pour les Jeux olympiques 2024, mais n'est pas retenu pour le tournoi. Il est retenu par Frédéric Fauthoux, entraîneur de l'équipe de France, pour faire partie des 18 joueurs présélectionnés pour le championnat d'Europe 2025. Mais après avoir disputé la rencontre face au Monténégro, il n'est pas conservé pour la sélection finale.

## Palmarès
- Vice-champion d'Europe U16 en 2019 en Italie.
- Champion de NBA G League et MVP des finales avec le Blue d'Oklahoma City en 2024.
- Champion NBA en 2025 avec le Thunder d'Oklahoma City.

## Statistiques

### En France

#### En Nationale Masculine 1
Les statistiques d'Ousmane Dieng en Nationale Masculine 1 en France sont les suivantes
 :
| Saison    | Équipe         | Championnat | Matchs | Minutes | % Tirs | % 3pts | % LF | Rbds/m | PassD/m | Int/m | Ctrs/m | Turn/m | Pts/m |
| --------- | -------------- | ----------- | ------ | ------- | ------ | ------ | ---- | ------ | ------- | ----- | ------ | ------ | ----- |
| 2019-2020 | Centre fédéral | N.M.1       | 20     | 24,8    | 38,0   | 33,9   | 68,8 | 3,0    | 1,5     | 1,20  | 0,60   | 2,90   | 10,3  |
| 2020-2021 | Centre fédéral | N.M.1       | 21     | 29,3    | 33,7   | 27,3   | 83,7 | 5,5    | 2,7     | 1,38  | 0,33   | 2,71   | 12,6  |

Dernière mise à jour : 28 avril 2022

### En Nouvelle-Zélande
Les statistiques d'Ousmane Dieng en championnat national d'Australie sont les suivantes
 :
| Saison    | Équipe               | Championnat | Matchs | Minutes | % Tirs | % 3pts | % LF | Rbds/m | PassD/m | Int/m | Ctrs/m | Turn/m | Pts/m |
| --------- | -------------------- | ----------- | ------ | ------- | ------ | ------ | ---- | ------ | ------- | ----- | ------ | ------ | ----- |
| 2021-2022 | New Zealand Breakers | N.B.L.      | 23     | 20,8    | 39,8   | 27,1   | 66,7 | 3,2    | 1,1     | 0,61  | 0,30   | 1,43   | 8,9   |

Dernière mise à jour : 28 avril 2022

### NBA

#### Saison régulière
Les stats d'Ousmane Dieng en NBA

Source : Ousmane Dieng Stats sur le site d'ESPN.
| Saison    | Équipe        | Matchs | Titul. | Min./m | % Tir | % 3pts | % LF | Rbds/m. | Pass/m. | Int/m. | Ctr/m. | Pts/m. |
| --------- | ------------- | ------ | ------ | ------ | ----- | ------ | ---- | ------- | ------- | ------ | ------ | ------ |
| 2022-2023 | Oklahoma City | 39     | 1      | 14,6   | 42,0  | 26,5   | 65,2 | 2,69    | 1,18    | 0,36   | 0,18   | 4,95   |
| 2023-2024 | Oklahoma City | 33     | 0      | 11,1   | 42,2  | 30,0   | 87,5 | 1,55    | 1,12    | 0,24   | 0,15   | 4,03   |
| 2024-2025 | Oklahoma City | 37     | 1      | 10,9   | 43,2  | 32,4   | 68,8 | 2,19    | 0,84    | 0,46   | 0,19   | 3,84   |
| Carrière  | Carrière      | 109    | 2      | 12,3   | 42,4  | 29,3   | 72,7 | 2,17    | 1,05    | 0,36   | 0,17   | 4,29   |

Dernière mise à jour : 15 avril 2025

#### Playoffs
| Saison   | Équipe        | Matchs | Titul. | Min./m | % Tir | % 3pts | % LF | Rbds/m. | Pass/m. | Int/m. | Ctr/m. | Pts/m. |
| -------- | ------------- | ------ | ------ | ------ | ----- | ------ | ---- | ------- | ------- | ------ | ------ | ------ |
| 2024     | Oklahoma City | 4      | 0      | 1,8    | 50,0  | 0,0    | 0,0  | 0,00    | 0,00    | 0,00   | 0,00   | 0,50   |
| Carrière | Carrière      | 4      | 0      | 1,8    | 50,0  | 0,0    | 0,0  | 0,00    | 0,00    | 0,00   | 0,00   | 0,50   |

Dernière mise à jour : 15 avril 2025

## Records sur une rencontre en NBA
Les records personnels d'Ousmane Dieng en NBA sont les suivants, :
| Type de statistique         | Saison régulière | Saison régulière          | Saison régulière |
| Type de statistique         | Record           | Adversaire                | Date             |
| --------------------------- | ---------------- | ------------------------- | ---------------- |
| Points                      | 22               | Grizzlies de Memphis      | 9 avril 2023     |
| Paniers marqués             | 9                | Bucks de Milwaukee        | 3 février 2025   |
| Paniers tentés              | 15               | 2 fois                    | 2 fois           |
| Paniers à 3 points réussis  | 3                | 5 fois                    | 5 fois           |
| Paniers à 3 points tentés   | 9                | Trail Blazers de Portland | 7 mars 2025      |
| Lancers francs réussis      | 4                | Grizzlies de Memphis      | 9 avril 2023     |
| Lancers francs tentés       | 5                | Grizzlies de Memphis      | 9 avril 2023     |
| Rebonds offensifs           | 3                | Bucks de Milwaukee        | 3 février 2025   |
| Rebonds défensifs           | 8                | @ Spurs de San Antonio    | 3 décembre 2023  |
| Rebonds totaux              | 8                | 3 fois                    | 3 fois           |
| Passes décisives            | 9                | Grizzlies de Memphis      | 9 avril 2023     |
| Interceptions               | 3                | Mavericks de Dallas       | 14 avril 2024    |
| Contres                     | 2                | 4 fois                    | 4 fois           |
| Balles perdues              | 4                | Grizzlies de Memphis      | 9 avril 2023     |
| Minutes jouées              | 45               | Grizzlies de Memphis      | 9 avril 2023     |
| Impact sur le terrain (FIC) | 21,13            | Grizzlies de Memphis      | 9 avril 2023     |

Dernière mise à jour : 25 mars 2024

### En équipe de France
Les statistiques d'Ousmane Dieng en équipe de France sont les suivantes
 :
| Saison | Équipe               | Championnat    | Matchs | Minutes | % Tirs | % 3pts | % LF | Rbds/m | PassD/m | Int/m | Ctrs/m | Turn/m | Pts/m |
| ------ | -------------------- | -------------- | ------ | ------- | ------ | ------ | ---- | ------ | ------- | ----- | ------ | ------ | ----- |
| 2019   | Équipe de France U16 | Eurobasket U16 | 7      | 22,3    | 33,3   | 32,4   | 78,6 | 2,7    | 3,6     | 0,86  | 0,29   | 2,29   | 8,9   |

Dernière mise à jour : 28 avril 2022